# Philippe Mora
Philippe Mora (Parigi, 1949) è un regista australiano.

## Biografia
Nato a Parigi, figlio della pittrice Mirka Mora si dedicò al mondo del cinema fin da piccolo. Dopo aver diretto alcuni cortometraggi debuttò con il film Trouble in Molopolis.

## Filmografia

### Cinema
- Dreams in a Grey Afternoon - cortometraggio (1965)
- A Day in the Life of Charles Blackman - cortometraggio (1965)
- Man in a Film - cortometraggio (1966)
- Trouble in Molopolis (1969)
- Passion Play - cortometraggio (1970)
- Swastika - documentario (1973)
- Brother, Can You Spare a Dime? - documentario (1975)
- Braccato a vita (Mad Dog Morgan) (1976)
- The Beast Within (1982)

- The Return of Captain Invincible (1983)
- Il nido dell'aquila (A Breed Apart) (1984)
- Howling II - L'ululato (Howling II: Stirba - Werewolf Bitch) (1985)
- Death of a Soldier (1986)
- Howling III (1987)
- Communion (1989)
- Art Deco Detective (1994)
- Pterodactyl Woman from Beverly Hills (1996)
- 2049 - L'ultima frontiera (Precious Find) (1996)
- Richard III (1996)
- Forza d'urto 2 (Back in Business) (1997)
- Snide and Prejudice (1997)
- Joseph's Gift (1999)
- According to Occam's Razor - documentario (1999)
- Burning Down the House (2001)
- Strange Matters (2002)
- The Times They Ain't a Changin' - documentario (2009)
- The Gertrude Stein Mystery or Some Like It Art (2010)
- German Sons - documentario (2011)
- Continuity (2012)
- Absolutely Modern (2013)
- The Sound of Spying (2014)
- Three Days In Auschwitz - documentario (2015)
- French Movie (2016)
- The Mystery of the Reclining Nude - documentario (2019)
- Custer at Nuremberg (2020)
- The Hunchback Bee of Notre Dame (2020)
- I was a Communist Werewolf (2021)
- Dracula Nazi Hunter: How I Learned to Love Christopher Lee and Drink Atomic Bombs - documentario (2021)

### Televisione
- Gli ultimi mercenari (Mercenary II: Thick & Thin) - film TV (1998)